# Възражение за неизпълнен договор
Възражение за неизпълнен договор или на латински: exceptio non adimpleti contractus е гражданскоправна защита на изправната страна по едно договорно отношение срещу неизправната. 

## Същност
По същество се изразява във волеизявление на една от страните по договора, че задържа изпълнението на своите задължения временно, докато неизправната страна не изпълни нейните. Освен това, възражението дава и защита на изправната страна срещу евентуални искове на неизправната страна за изпълнение на задържаната престация.   
Правото на задържане се упражнява с възражение (на латински: exceptio) средство за защита срещу претенцията на другата страна по договора. Следователно, то не притезание или активно право на иск (на латински: actio).   
За да е налице възможност за отправяне на възражението е необходимо наличието на две предпоставки:  
1. Двете престации да са насрещни, произтичащи от една възмездна сделка.
2. Неизпълнената престация да бъде изискуема или падежът за неизправната страна да настъпва по-рано.[1]

## В законодателството
Предвидено е в законодателствата на всички правни системи от Континенталната правна система и особено онези, базирани на Наполеоновия кодекс или на Римското право. 

### В България
Предвидено в чл. 90 от българския Закона за задълженията и договорите,  като е приложимо както за граждански, така и за търговски сделки.

### В Италия
Предвидено е в чл. 1460 от италианския Граждански кодек (на италиански: Codice civile).